# United International Pictures

United International Pictures (UIP) ist ein 1981 aus der Cinema International Corporation und dem internationalen Kinovertrieb der United Artists entstandener international tätiger Filmverleih mit Hauptsitz in London.

## Geschichte
Nachdem die Cinema International Corporation seit den 1970er Jahren für den Filmverleih der Produkte seiner drei Gesellschafter Metro-Goldwyn-Mayer, Paramount Pictures und Universal Pictures auf dem nicht-amerikanischen Kinomarkt zuständig war, kam es 1981 zur Fusion mit dem internationalen Verleihnetz der United Artists. Das Unternehmen wurde in United International Pictures umbenannt.
Dem vorausgegangen war die Übernahme von United Artists durch Metro-Goldwyn-Mayer im Jahr 1981. United Artists besaß einen eigenständigen weltweiten Filmverleih. Dieser musste aber nach der Fusion zwischen MGM und UA geschlossen werden, da sich das von Kirk Kerkorian kontrollierte Unternehmen verpflichtet hatte, alle von ihm produzierten Kinofilme über den gemeinsamen internationalen Verleih auswerten zu lassen. Dieses Abkommen galt auch für die Produkte der United Artists.
Ab 1981 trat United International Pictures als Filmverleih der Paramount Pictures, Universal Pictures, Metro-Goldwyn-Mayer und dessen Tochterunternehmen United Artists auf. Die drei Partner besaßen den gleichen Anteil an dem Unternehmen.
Das 1994 gegründete Filmunternehmen DreamWorks SKG schloss einen Vertriebsvertrag für den nicht-amerikanischen Raum mit Universal Pictures. Dieser bezog sich auf die Kino- und Home Entertainment-Auswertung aller von Dreamworks Pictures rechtlich kontrollierten Produkte. Seitdem sind die Kinofilme der Dreamworks Pictures von United International Pictures in die Kinotheater gebracht worden.
2000 trat Metro-Goldwyn-Mayer aus der United International Pictures aus. Universal Pictures und Paramount Pictures hielten nun jeweils 50 % der Firmenanteile. MGM verlieh seine Produkte nun über den internationalen Verleiharm der 20th Century Fox.
Im Jahr 2005 entschieden sich die beiden Anteilseigner Universal Pictures und Paramount Pictures die Zusammenarbeit in der United International Pictures in bestimmten Märkten zu beenden. Ab 2007 werden beide Unternehmen eigene internationale Filmverleihe aufgebaut haben. Die bisherigen einzelnen Tochterunternehmen der UIP werden auf beide aufgeteilt. Paramount Pictures übernimmt die Filialen in den Ländern Australien, Brasilien, Frankreich, Irland, Mexiko, Neuseeland und Großbritannien. Universal Pictures wird die Filialen in den Ländern Österreich, Deutschland, Belgien, Italien, Niederlande, Russland, Spanien und der Schweiz selbstständig weiterführen. Für den jeweils anderen Teilhaber an United International Pictures bedeutet dies die Gründung eigener Verleihunternehmen in den jeweiligen Staaten. Die restlichen nicht von diesem Abkommen betroffenen Staaten werden weiterhin von der dann verkleinerten United International Pictures mit Kinoprodukten versorgt.

## United International Pictures in Deutschland
Auch in Deutschland firmierte United International Pictures zuerst als Cinema International Corporation, bevor das Unternehmen 1981 in United International Pictures GmbH umbenannt wurde. Der Firmensitz befand sich in Frankfurt am Main. Im Jahr 2005 waren insgesamt 40 Angestellte für das Unternehmen tätig.
Im Januar 2007 erfolgte die Umbenennung in Universal Pictures International Germany GmbH. Seitdem gehört die Firma zum internationalen Verleiharm von Universal Pictures. Sie befindet sich weiterhin in den Büros der früheren UIP in Frankfurt. Filme von Paramount Pictures wurden in Deutschland noch bis Ende 2008 von Universal verliehen. Seit 2009 hat Paramount einen eigenen Verleih unter dem Namen Paramount Pictures Germany mit Sitz in Unterföhring bei München, der auch die Filme von DreamWorks in die deutschen Kinos bringt.

## United International Pictures in Österreich
In Österreich zählt UIP, mit Sitz in Wien-Neubau, seit Jahren zu den größten Verleihern mit Marktführerschaft in den Jahren 2004 und 2005 (für den Zeitraum davor sind keine Zahlen öffentlich verfügbar). Der österreichische Verleihmarkt wird neben UIP von Centfox, Walt Disney Studios (bis 2005 Buena Vista International), Sony Pictures, Warner Bros. und als einziger großer österreichischer Verleih, Constantin Film-Holding, beherrscht, mit jeweils zwischen etwa 10 und 25 % Marktanteil (jährlich große Schwankungen). 2007 trat UIP in Österreich als Universal Pictures International (UPI) auf.
Besonders auffallend ist bei UIP, wie auch bei den anderen US-Verleihern, dass sie ihre großen Verleiherfolge mit verhältnismäßig wenigen Filmen erreichen. Die Constantin Film-Holding, als einziger vergleichbar großer nicht-US-Verleih in Österreich, benötigt jährlich für einen annähernd großen Besuchererfolg mehr als doppelt so viele Filme. Nach Anzahl der verliehenen Filme sind unter Betrachtung der letzten Jahre mit verfügbaren Zahlen (2004, 2005 und 2006) entweder die Constantin Film-Holding oder die beiden nächstgrößten, jedoch im Vergleich deutlich kleineren, österreichischen Verleihe Filmladen und Polyfilm die größten Verleiher – mit jeweils jährlich rund 40 bis 60 Filmen. Dies verdeutlicht die große Besucheranziehungskraft der zumeist US-amerikanischen, in Hollywood produzierten Filme, was neben der auf Massengeschmack ausgerichteten Filmstorys zum einen durch Verwendung weltweit bekannter Filmstars und zum anderen durch eine lückenlose Werbemaschinerie erreicht wird.